# Michael McDowell (Rennfahrer)
Michael Christopher McDowell (* 21. Dezember 1984 in Phoenix, Arizona) ist ein US-amerikanischer Automobilrennfahrer.

## Karriere

### Anfänge
McDowell begann, wie viele Rennfahrer, seine Karriere im Kartsport, in dem er zehn Jahre lang aktiv war. In dieser Zeit gewann er die Meisterschaft in der World Karting Association und der International Karting Federation. Diese beiden Rennserien sind, auch wenn die Namen anderes vermuten lassen, Serien, die ausschließlich in den USA Rennen austragen. Trotzdem zeigten die Leistungen, dass McDowell ein talentierter Fahrer ist. Im Jahre 2003 bekam er einen Platz in der Star Mazda Series, einer amerikanischen Monoposto-Rennserie. In der Saison 2004 gewann er in dieser sieben Rennen und letztendlich auch den Titel. Das Champ-Car-Team Rocketsports Racing bot im aufgrund seiner guten Leistungen an, an einigen Rennen der Champ-Car-Saison 2005 teilnehmen zu können. Er fuhr zwei Rennen, welche er auf respektablen Plätzen beendete, wurde jedoch in der Champ-Car-Saison 2006 nicht mehr ins Team berufen.

### Grand-Am
Im Laufe der Star Mazda Series Saison 2004 traf McDowell Rob Finlay, den Besitzer eines Grand-Am-Teams, der von den Errungenschaften McDowells begeistert war und ihm die Gelegenheit gab in der KONI Challenge Series, der zweithöchsten Serie der Grand-Am, zu fahren. In dieser pilotierte er nach unterzeichnen eines Vertrages in der Saison 2005 einen Porsche 996. Seine Leistungen überzeugten Rob Finlay und er bekam von diesem zusammen mit dem erfahrenen Memo Gidley ein Cockpit in der Rolex Sports Car Series, der bedeutendsten Serie der Grand-Am. Gidley und McDowell kamen auf den sechsten Platz der Fahrergesamtwertung, beim Rennen in Mexiko-Stadt konnten sie einen Sieg einfahren. Auch 2006 blieb es bei der Fahrerkombination Gidley/McDowell. Sie gewannen zwar kein Rennen, verbesserten sich jedoch in der Fahrergesamtwertung und belegten am Saisonende den vierten Rang.

### ARCA Racing Series
Das Talent von McDowell war auch in anderen Rennserien kein Geheimnis mehr. Eddie Sharp, Besitzer eines Teams in der ARCA Racing Series, erkannte McDowells Fähigkeiten und ließ diesen in für fünf Rennen der Saison 2006 für in fahren. McDowells erstes Rennen auf der Milwaukee Mile endete zwar auf dem 34. Platz, jedoch zeigten die folgenden Resultate (Platz sechs auf dem Salem Speedway, Platz fünf auf dem Talladega Superspeedway und Platz vier auf dem Iowa Speedway), dass er anpassungsfähig ist und auf verschiedensten Ovalen ohne lange Eingewöhnungszeit schnell sein kann. Deshalb durfte McDowell die ganze Saison 2007 für das Team von Eddie Sharp fahren. In 23 Starts gewann er viermal, kam elfmal in die Top-5 und 15 Mal in die Top-10. Dies reichte zum zweiten Platz der Gesamtwertung.

### NASCAR
NASCAR-Pilot Michael Waltrip, der mit seinem eigenen Rennstall Michael Waltrip Racing noch einige Probleme in Sachen Konkurrenzfähigkeit hatte, überzeugten die Leistungen von McDowell. Er verpflichtete ihn als Fahrer in der Hoffnung, dass McDowell in relativ kurzer Zeit gute Ergebnisse einfahren könnte. Nach vier Rennen in der Nationwide Series und einem Rennen in der Craftsman Truck Series ohne nennenswerte Erfolge übernahm McDowell nach dem Rücktritt von Dale Jarrett den freien Platz bei Michael Waltrip Racing und erhielt somit einen Stammplatz im Sprint Cup, der höchsten Division der NASCAR. Er gab am 30. März 2008 im Goody’s Cool Orange 500 auf dem Martinsville Speedway in Martinsville, Virginia sein Debüt im Sprint Cup. Er fuhr in diesem Rennen im Toyota mit der Startnummer 00. David Reutimann, der bislang am Steuer der Startnummer 00 saß, übernahm die Startnummer 44 des zurückgetretenen Ex-Champions Dale Jarrett. Nach dem 29. Saisonrennen verließ McDowell aufgrund der unerwartet schwachen Leistungen das Team. Er beendete die Sprint-Cup-Saison 2008 auf Platz 40 der Gesamtwertung. 2009 war McDowell für JTG-Daugherty Racing in der Nationwide Series aktiv. In der NASCAR-Sprint-Cup-Saison 2010 kehrte er in den Sprint Cup zurück. Derzeit pilotiert McDowell die Startnummer 34 von Front Row Motorsports.
Zum Auftakt der NASCAR-Cup-Saison 2021 gewann McDowell das Daytona 500.